# Spilosoma luteiformis
Spilosoma luteiformis là một loài bướm đêm thuộc phân họ Arctiinae, họ Erebidae.